# Ekström-Schelfeis

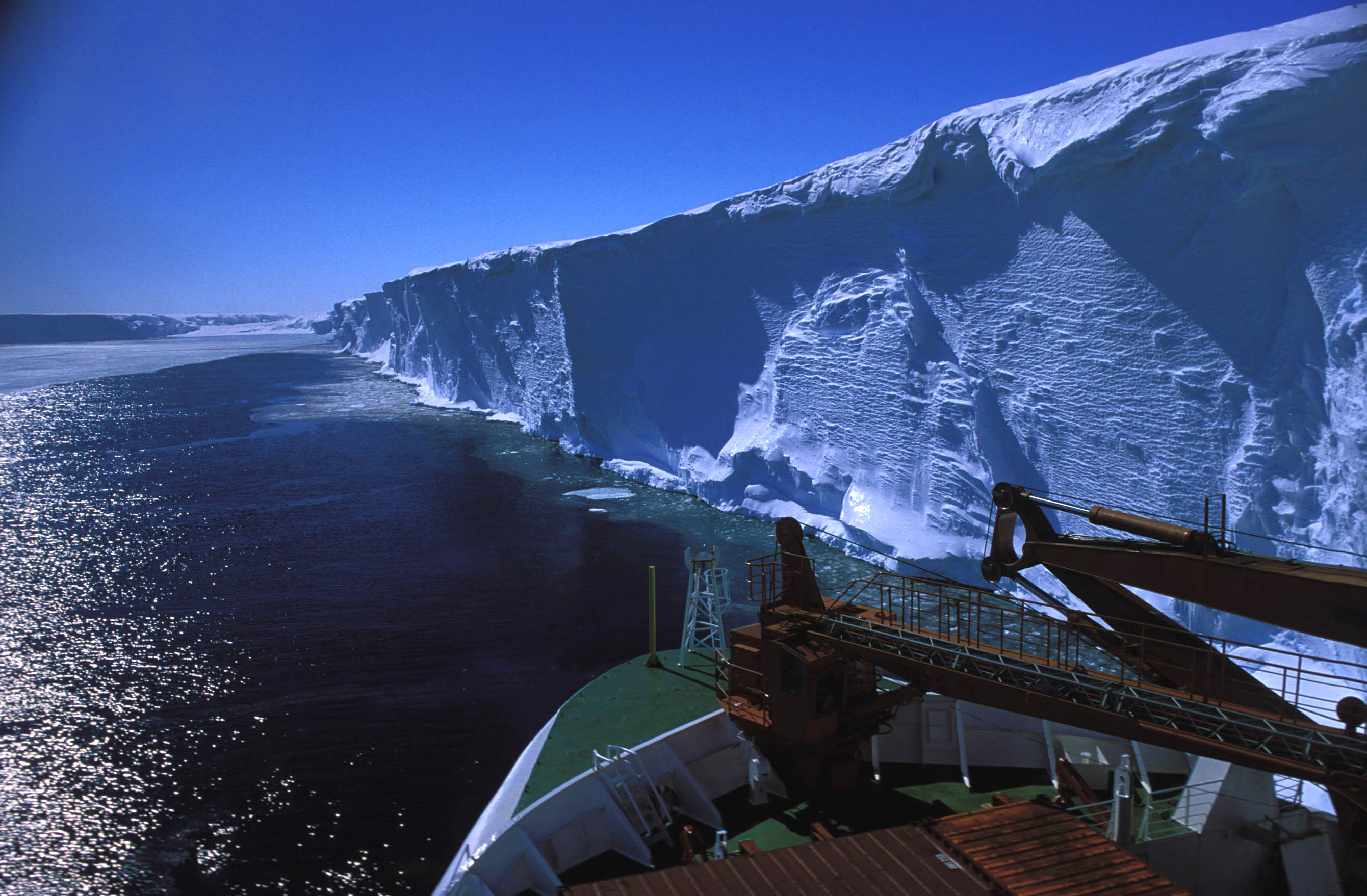
Kante des Ekström-Schelfeises

Koordinaten: 70° 40′ 40″ S, 8° 16′ 18″ W
Das Ekström-Schelfeis (norwegisch Ekströmisen, englisch Ekström Ice Shelf) ist ein 8.700 km² großes Schelfeis in Ostantarktika. Es liegt zwischen dem Søråsen und dem Halvfarryggen an der Prinzessin-Martha-Küste des Königin-Maud-Lands und ist den Saumschelfeisen zuzuordnen.
Das von 1949 bis 1952 während der Norwegisch-Britisch-Schwedischen Antarktisexpedition kartierte Gebiet ist nach dem schwedischen Ingenieur Bertil Ekström (1919–1951) benannt, der am 24. Februar 1951 von der Kante des westlich gelegenen Quar-Schelfeises abstürzte. Die 160 Meter hohe Schelfeiskante ragt 15 Meter über den Meeresspiegel hinaus.
Auf dem Nordosten des Ekström-Schelfeis wurde die im März 1981 in Betrieb genommene Georg-von-Neumayer-Station errichtet. Südlich davon befindet sich die mittlerweile aufgegebene Neumayer-Station II und die im Februar 2009 eröffnete Neumayer-Station III.